# خلنج رمادي
خلنج رمادي أو خلنج أسود أو خلنج الثلوج (الاسم العلمي:Erica cinerea) هو نوع من النباتات يتبع جنس الخلنج من الفصيلة الخلنجية.